# Poecilafroneta
Poecilafroneta là một chi nhện trong họ Linyphiidae.